# A legnagyobb példányszámban elkelt remixalbumok listája
Ez az oldal a világszerte legnagyobb példányszámban elkelt remixalbumokat listázza.
| Előadó          | Album                                        | Kiadás éve | Műfaj                | Jelentősebb országok eladásai és minősítései | Összes eladás világszerte |
| --------------- | -------------------------------------------- | ---------- | -------------------- | --- | ------------------------- |
| Michael Jackson | Blood on the Dance Floor: HIStory in the Mix | 1997       | Pop/R&B/Rock         | USA: platinalemez (1 millió) UK: (250.000 [1997 júliusától]) Kanada: aranylemez (50.000) Németország: aranylemez (250.000) Franciaország: 2x aranylemez (150.000) | 6 millió                  |
| Madonna         | You Can Dance                                | 1987       | Dance-pop            | USA: platinalemez (1 millió) UK: platinalemez (300.000) Kanada: nincs minősítés Németország: aranylemez (250.000)                                                 | 5 millió                  |
| Paula Abdul     | Shut Up and Dance                            | 1990       | Dance-pop            | USA: platinalemez (1 millió) UK: nincs minősítés Kanada: platinalemez (100.000) Németország: nincs minősítés                                                      | 3 millió                  |
| Jennifer Lopez  | J to tha L-O!: The Remixes                   | 2002       | Pop/Latin pop/R&B    | USA: platinalemez (1 millió) UK: platinalemez (300 000) Kanada: platinalemez (100 000) Németország: nincs minősítés Franciaország: aranylemez (75.000)            | 3 millió                  |
| Mariah Carey    | The Remixes                                  | 2003       | Dance-pop/R&B/Hiphop | USA: platinalemez (1 millió) | 2 millió                  |
| Linkin Park     | Reanimation                                  | 2002       | Rap metal            | USA: platinalemez (1 millió) UK: nincs minősítés Kanada: nincs minősítés Németország: aranylemez (150.000) Franciaország: nincs minősítés                         | 2 millió                  |
| Shakira         | The Remixes                                  | 1997       | Latin pop            | USA: 2× platinalemez (Latin) | 1 millió                  |
| Nine Inch Nails | Further Down the Spiral                      | 1995       | Post-industrial      | USA: aranylemez | USA: 0.5 millió           |
| Lady Gaga       | The Remix                                    | 2010       | Dance-pop            | Japán: aranylemez (100.000) | 0.5 millió                |